# 香華園
香華園（こうかえん）は、石川県および富山県にある町中華店。
1951年（昭和26年）に七尾市で本店を開業した。その後、親戚等でのれん分けをし、2024年時点で、石川県（七尾市2店舗、羽咋市、輪島市）、富山県（氷見市）の5店舗がある。
能登半島地震(2024年)の影響により、(七尾市)川原町店、古府町店、(輪島市)輪島店の3店舗が被災し休業を余儀なくされる。七尾市2店舗は3月、7月にそれぞれ営業を再開。輪島店は朝市通りの火災により焼失し休業している。

## 歴史

### 七尾市
1951年に川原町に開店した。1963年に阿良町支店を開き、1971年にはこちらを本店としたが、2019年1月に閉店した。また、1966年に川原町にもう1店舗開かれたが、1973年に羽咋市に移転した（以下、羽咋市の項を参照）。1971年から川原町の旧本店は「本店」のつかない川原町店となる。1982年には古府町に古府店が開店。
2024年1月の令和6年能登半島地震では両店舗とも影響を受けて休業したが、川原町店は3月、古府店は7月にそれぞれ営業を再開した。

### 輪島市
1960年に輪島店が開店。1968年には輪島駅前店も開いたが、こちらは1975年に閉店した。輪島店は2011年に朝市通りのある河井町に移転した。永井豪記念館の向かいにあったが、2024年1月の令和6年能登半島地震により店舗は完全に焼失した。店主は小松市に避難しながら、焼け跡から調理器具を拾って再開への意思を示していると報じられた。

### 羽咋市
1973年6月に七尾市川原町の店がショッピングセンター内に移転開業した。1988年にショッピングセンターから撤退して東川原町で出前専門店となる。1999年に兵庫町に移転。現在の羽咋店となる。震災後、営業を再開している。

### 氷見市
経営者は兄が経営する七尾本店で勤務の後に、1971年に開店した。